# Сесил, Ричард (придворный)
Сэр Ричард Сесил (англ. Sir Richard Cecil; ок. 1495 — 19 марта 1553) — английский дворянин, политик, придворный и хозяин поместья Берли-хаус в приходе Стэмфорд-барон, Нортгемптоншир.

## Биография
Его отец, сэр Дэвид Сесил (ок. 1460—1540), валлийского происхождения, возвысился при короле Англии Генрихе VIII Тюдоре, став главным шерифом Нортгемптоншира в 1532 и 1533 годах, и умер в 1540 году.
Ричард Сесил тоже был придворным. В 1517 году он был королевским пажом; в 1520 году он присутствовал на Поле золотой парчи; он стал слугой мантий и констеблем Уорикского замка. Он был главным шерифом Ратленда в 1539 году и был одним из тех, кто получал немалую долю от разграбления монастырей.
Ричард Сесил женился на Джейн Хекингтон (ок. 1501 — 10 марта 1587), дочери и наследнице Уильяма Хекингтона из Борна, Линкольншир. У него был один сын и три дочери:
- Уильям Сесил, 1-й барон Берли (13 сентября 1521 — 4 августа 1598)
- Маргарет Сесил, муж — Роджер Кейв (? — 1586), 2-й муж — Эмброуз Смайт
- Элизабет Сесил, 1-й муж — Роберт Уингфилд, 2-й муж — Хью Элингтон[1]
- Энн Сесил, жена Томаса Уайта из Таксфорда (? — 1580).

Когда Ричард Сесил умер, он оставил после себя обширное поместье в графствах Ратленд, Нортгемптоншир и других. Он умер в своем доме на Канон-роу и был похоронен в церкви Святой Маргариты в Вестминстере. Джейн была вдовой в течение 35 лет и умерла 10 марта 1587 года. У Ричарда и Джейн есть совместный памятник в церкви Святого Мартина в Стэмфорде.
Ричард Сесил отправил своего сына Уильяма в гимназии Стэмфорда и Грэнтема, а в 1535 году Уильям Сесил поступил в колледж Святого Иоанна в Кембридже. С академической точки зрения успешный Уильям поссорился со своим отцом, когда его сердце было отдано Мэри Чек, дочери местной вдовы, с состоянием всего в 40 фунтов, чтобы рекомендовать ее. Уильяма немедленно уволили, прежде чем он смог получить степень, и в 1541 году он поступил студентом в Грейс-Инн. Если мотивом было предотвращение брака, то он провалился. Через два месяца после того, как он приехал в Лондон, Уильям Сесил женился на Мэри, вероятно, тайно. Томас Сесил, будущий граф Эксетер и единственный плод этого союза родился в Кембридже 5 мая 1542 года, следовательно, предположительно в доме его бабушки. Этот брак был настолько неприятен Ричарду, что, как говорят, он изменил свое завещание или, во всяком случае, намеревался это сделать. Но молодая жена прожила недолго, скончавшись 22 февраля 1544 года.